# Astragalus neobarnebyanus
Astragalus neobarnebyanus är en ärtväxtart som beskrevs av Gomez-sosa. Astragalus neobarnebyanus ingår i släktet vedlar, och familjen ärtväxter. Inga underarter finns listade i Catalogue of Life.